# Gilles-Lambert Godecharle
Gilles-Lambert Godecharle, est un sculpteur né à Bruxelles le 2 décembre 1750 et y décédé le 24 février 1835. Il a produit une œuvre d'un classicisme impeccable mais non dépourvue de vie, de grâce et de mouvement.

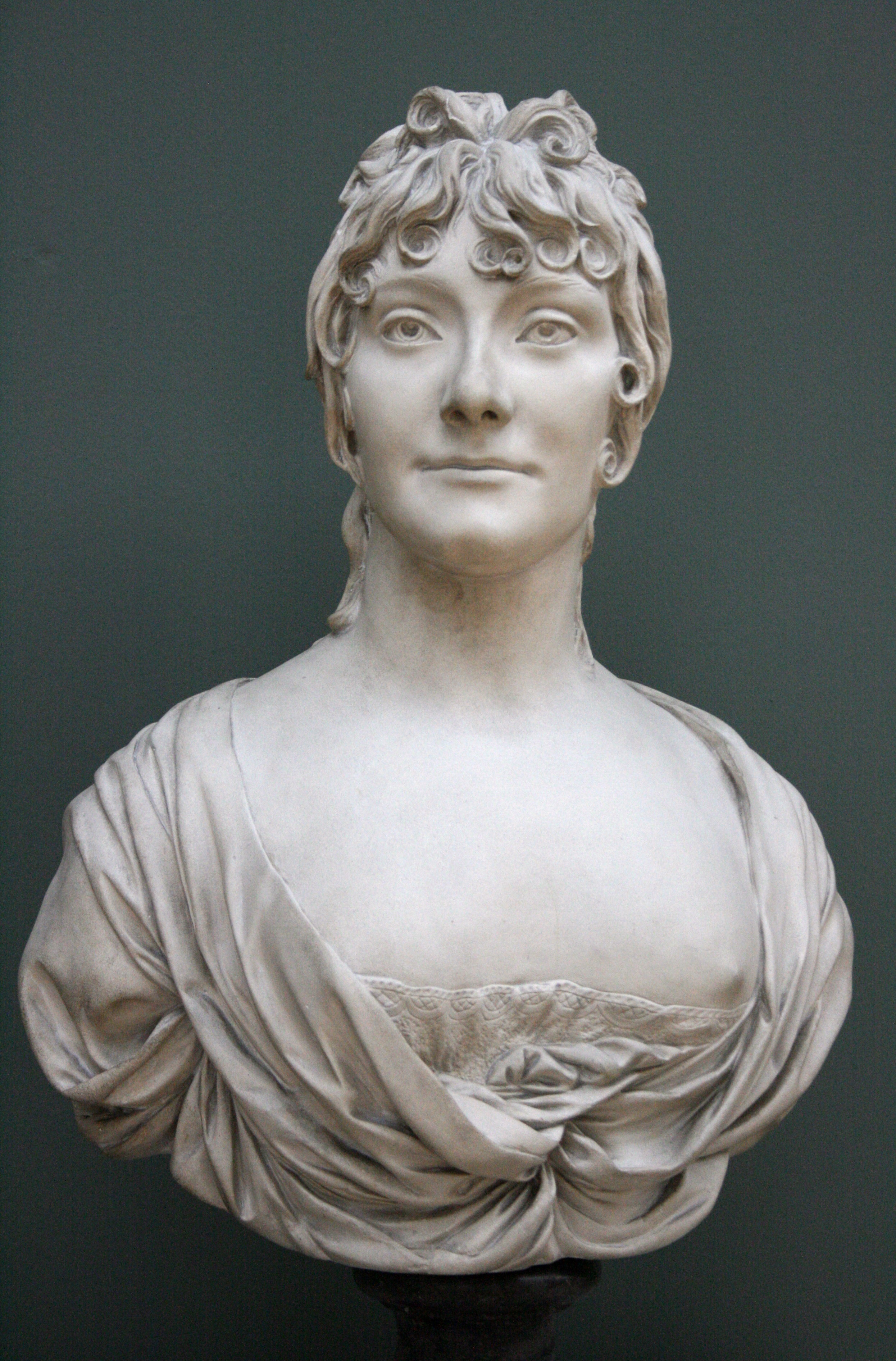
Portrait de la femme de l'artiste (Musées royaux des beaux-arts de Belgique)

## Jeunesse
Il grandit au sein d'une famille d'artistes. Sa mère s'appelle Isabelle Delsart et son père, Jacques-Antoine Godecharle, est maître de chapelle à l'église Saint-Nicolas de Bruxelles et basse chantante de la chapelle de Charles de Lorraine. Ses frères, Eugène, Joseph, Lambert et Louis sont musiciens, Louis est en même temps maître de dessin. Tout jeune, il aurait reçu à Bruxelles quelques leçons de dessin chez le graveur Jean Dansaert, de la Corporation des Quatre Couronnés, et ceci aurait décidé de sa vocation.

## Apprentissage
Son premier maître est Laurent Delvaux qui, à Nivelles, est alors au faîte de son talent. Il n'a pas tout à fait dix-neuf ans quand il termine en 1769 la copie réduite, finie avec un soin extrême, en marbre, d'un lion sculpté par Delvaux d'après l'antique : c'est sa plus ancienne œuvre connue. Godecharle travaille encore chez Delvaux en 1771. À cette date et sur la recommandation de son maître, il obtient du prince Charles de Lorraine une pension annuelle de 300 florins du Brabant. Pour le dessin, il eut comme professeur Jean Dansaert, qui fut le directeur de l'académie de Bruxelles.

### Paris
Le 22 septembre 1772, Godecharle travaille à Paris chez Tassaert, sculpteur du roi en qui il a trouvé « un habile homme et un Flamand ». Grâce à la protection de l'ambassadeur d'Autriche en France, de Mercy-Argenteau, Godecharle entre en 1772 à l'École académique sous la protection de Pigalle. Le 30 mai 1773, il demande au secrétaire d'État à Bruxelles de permettre à son père de toucher pour lui sa pension et, le 4 juin 1773, une ordonnance de paiement de la moitié de sa pension (150 florins) est délivrée par la cour de Bruxelles : manifestement, il veut prolonger son apprentissage parisien et obtenir un prix de l'Académie, bien que Bruxelles souhaite qu'il quitte Paris pour se rendre à Rome. Grâce aux recommandations conjointes de Mercy-Argenteau, Tassaert et Brenet, peintre du roi qui, tous témoignent de son assiduité à l'étude et de sa conduite irréprochable, il bénéficie d'un sursis et la moitié de sa pension lui est envoyée le 4 février 1774.

### Berlin
Son maître Tassaert est nommé, grâce à d'Alembert, sculpteur de la cour de Prusse. Le contrat stipule qu'il doit emmener avec lui quatre compagnons et un mouleur italien. Godecharle est du nombre et, en juin 1775, arrive à Berlin où il se perfectionne jusqu'en 1777. On sait que Tassaert et Godecharle ont fait à Berlin des bustes parfaits, d'après nature.

### Londres
Le 6 mars 1777, Godecharle est à Londres et écrit à son frère. Il le remercie d'avoir entamé les démarches auprès du gouvernement de Bruxelles, pour obtenir un subside qui lui permettra d'aller à Rome ; il lui demande de lui procurer une lettre de recommandation pour Rome ; il exprime sa gratitude envers les autorités bruxelloises, d'avoir été pressenti pour décorer le Parc de Bruxelles ; enfin, il pose sa candidature au poste de sculpteur de la cour de Charles de Lorraine, en remplacement de son premier maître, Laurent Delvaux, dont il a appris le décès deux jours plus tôt. Les démarches de son frère aboutissent et une somme de 50 ducats lui est envoyée.

### Rome
Une pension annuelle de 300 florins est accordée à Godecharle pour couvrir les frais de son apprentissage romain parmi les "maestri" du Capitole. Mais dès le 14 novembre 1778, une somme de 50 ducats lui est envoyée pour payer le voyage « qu'il va entreprendre de Rome à Bruxelles ». Il était question, en 1779, d'orner le Parc de Bruxelles d'un monument qui serait en même temps une fontaine : c'est pour cette importante entreprise que Godecharle est rappelé à Bruxelles.

## Œuvre monumentale
Chargé d'un bon bagage, il revient dans sa patrie qui, sous un régime autrichien éclairé, favorise les talents. Il est nommé sculpteur de la cour des gouverneurs autrichiens et, comme beaucoup d'artistes de l'époque autrichienne, il adhère à la franc-maçonnerie.

Le décès en juillet 1780 de Charles de Lorraine n'affecte pas la carrière de Godecharle, sa pension avait été continuée jusqu'en 1781 et, en mars de cette même année, il est pressenti pour participer à l'ornementation extérieure du nouvel hôtel de la Chambre des Comptes, travail d'ordre assez secondaire payé cependant 1 175 florins Brabant. Un ouvrage plus important va lui permettre de déployer ses qualités exceptionnelles de composition et d'invention. Le 24 avril 1779 avait été posée la première pierre du palais destiné au Chancelier et au Conseil souverain de Brabant - actuellement palais de la Nation - et Godecharle est chargé de sculpter le fronton de la façade d'une allégorie claire de la Justice récompensant la Vertu, protégeant la Faiblesse et chassant les Vices. Il a trente ans et déjà il atteint l'apogée de son talent. 

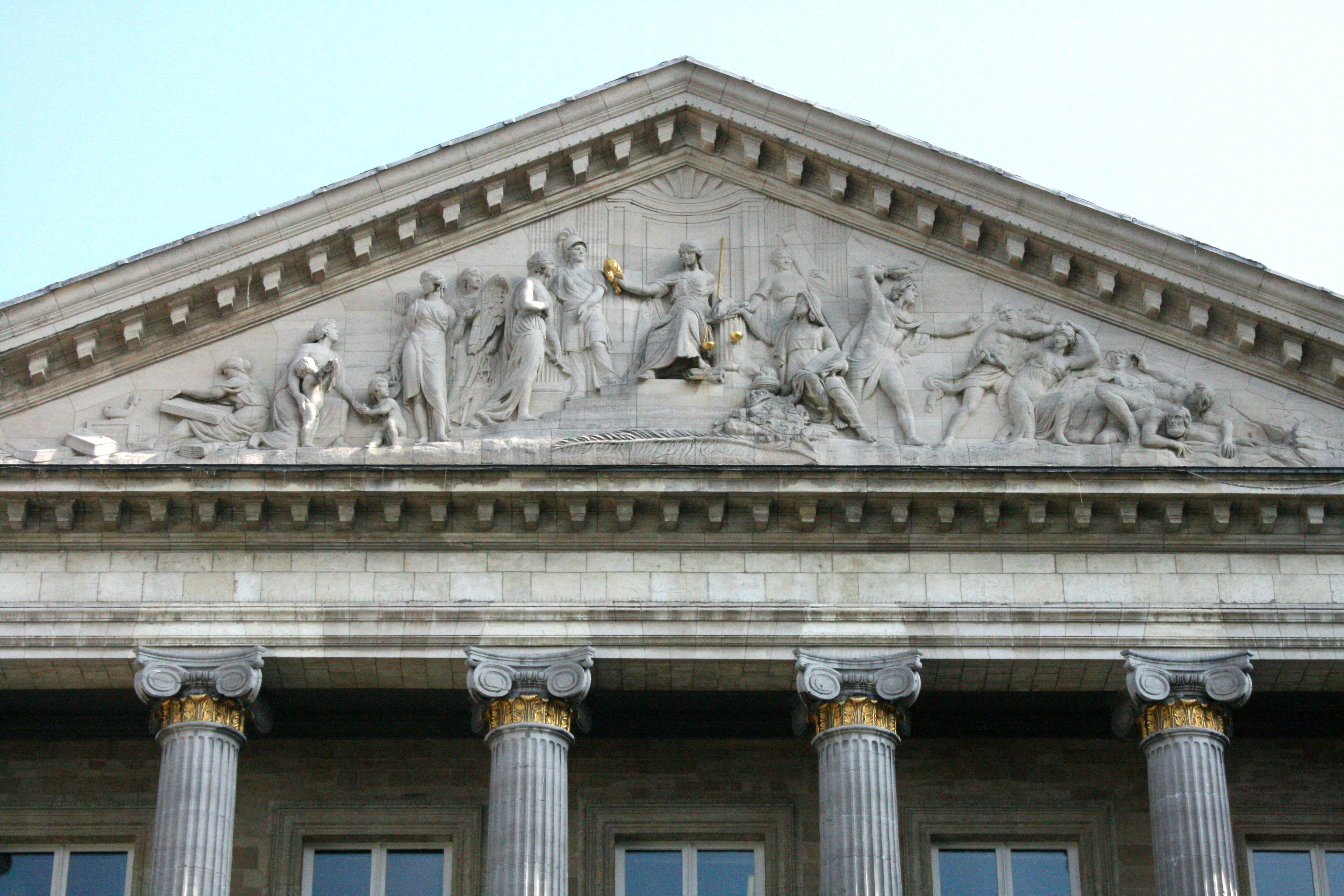
Fronton du Palais de la Nation

Les nouveaux gouverneurs des Pays-Bas autrichiens, Marie-Christine et Albert de Saxe-Teschen apprécient son talent et lui adressent plusieurs commandes. La première pierre du palais - l'actuel château de Laeken -, érigé sur le domaine qu'ils ont acquis près de Laeken, est posée le 14 décembre 1782 et Godecharle doit faire la décoration sculptée du château, c'est-à-dire le fronton, les bas-reliefs placés à la base de la coupole dans la salle du dôme ou rotonde, une suite de six bas-reliefs dans une salle de l'aile gauche, une ou deux figures isolées et les deux sphinx placés à la base du perron. Au fronton, il représente le Temps assis et présidant à la succession des Heures, la présence du vieillard Saturne symbolisant la fuite du temps. Non loin de là, toujours à Laeken, il plaça des statues dans la villa du vicomte Edouard de Walckiers dit "le Magnifique".
En 1786-1787, Godecharle travaille avec Ollivier et Janssens au décor de l'église Saint-Jacques-sur-Coudenberg, il y sculpte les statues de L'Église et de La synagogue ainsi que trois bas-reliefs L'adoration des bergers, La Cène et La mise au tombeau. Il ne paraît pas que Godecharle ait joué un rôle quelconque durant la période révolutionnaire brabançonne, liégeoise ni française, comme le fit le Français Jean-Antoine Houdon, dont la loge maçonnique avait soutenu la Révolution américaine. L'une des rares mentions que l'on trouve de lui, à cette époque, date de 1793.
Sous le Premier Empire, Godecharle doit être allé souvent à Paris où il fait beaucoup de copies d'œuvres françaises, qu'il utilise pour des décors de jardin, e.a. au château de Wespelaar où furent placés, de 1791 à 1822, trente-sept bustes d'hommes célèbres, ainsi qu'un nombre considérable de statues et de groupes dispersés dans les jardins ; aux jardins botaniques de Gand et Leyde, à Loppem, à Laeken, à Haarlem, etc. Tout en travaillant et en produisant beaucoup, il est professeur à l'Académie des beaux-arts et a quelques élèves particuliers.
D'autre part, Napoléon fait remettre à neuf le château de Laeken, laissé à l'abandon depuis 1794 et qui avait été "promu à la vente au détail" par les acquéreurs spéculateurs. Au-dessus du fronton, Godecharle place trois statues allégoriques classiques, dont la statue de Pallas. Au goût du temps, cette statue classique n'est cependant pas sévère et n'a pas de froideur.
Sous le gouvernement de Guillaume Ier de Hollande, Godecharle a le titre de sculpteur du roi, est membre de l'Institut des Pays-Bas et fait le buste officiel du roi. En 1815, sous la Restauration de la monarchie, le sculpteur François Rude et son compatriote le peintre David se réfugient à Bruxelles, et avec les jeunes sculpteurs malinois Royer et Van Geel ils accaparent les commandes du roi des Pays-Bas. En 1817, au moment où on commence la reconstruction du théâtre de la Monnaie, il fait un projet de bas-relief pour le fronton, mais sa composition n'a plus l'aisance ni la liberté caractérisant l'ordonnance d'œuvres plus anciennes et la décoration sera réalisée par d'autres artistes. En 1826, l'âge et les infirmités ne lui permettent plus de satisfaire au niveau de compétence requis en tant que professeur d'Académie. Le vieil artiste se survit et peut-être sent-il l'amertume de cette fin obscure.

## Petite sculpture
Godecharle figure en 1803 parmi les membres fondateurs de la Société de peinture, sculpture et architecture de Bruxelles. Il peut ainsi se mettre à l'ouvrage et produire une œuvre abondante, qui procure également à sa famille une importante fortune matérielle.
Ce sont des sculptures de petit format, telles que des bustes, statuettes, figurines demandés par une clientèle lettrée, désireuse de passer à la postérité ou d'avoir en bibliothèque, dans le parc ou le jardin d'agrément, la présence de ses écrivains favoris (Virgile, Platon, Milton ou Voltaire), ou des grands hommes dont elle admire les exploits (Frédéric II, Bonaparte, etc.) 
Par une sorte de coquetterie, avant de déposer son ciseau, il fait de lui-même un portrait d'une sincérité émouvante, signé et daté de 1822. Ce buste est conservé aux musées royaux des beaux-arts de Belgique.

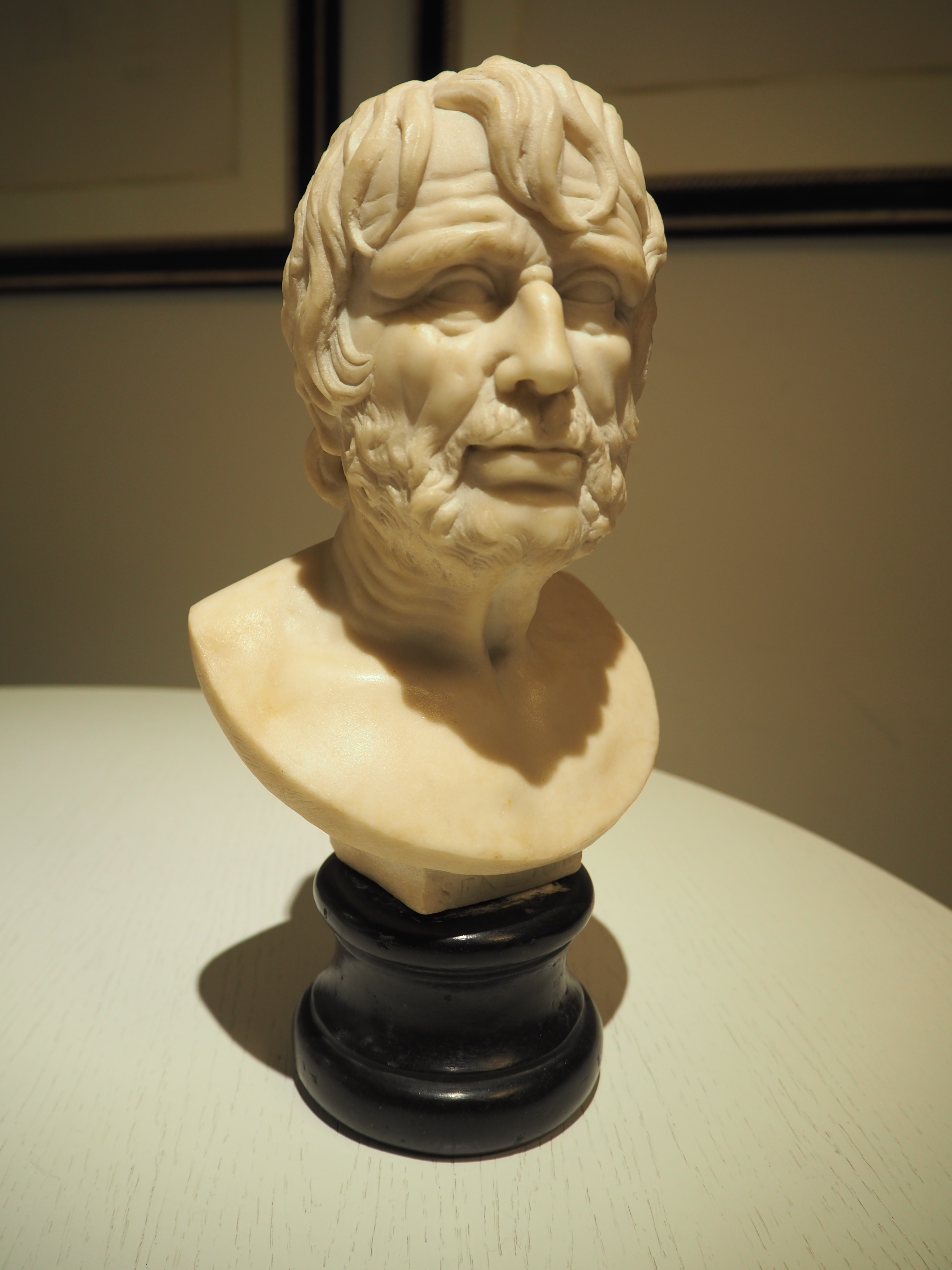
Buste de Sénèque (1905), Marbre, Mougins, © (MACM) Musée d'art classique de Mougins

## Godecharle dans les collections publiques
- Charité avec deux enfants, 1795, pierre, 164cm, Palais du Meir à Anvers
- Version avec variantes de la sculpture d'Anvers, e.a. quatre enfants au lieu de deux, pierre de France, Musées royaux des beaux-arts de Belgique à Bruxelles
- Allégorie de la Charité avec deux enfants, réduction à 50,5 cm de la sculpture d'Anvers, vers 1795, terre cuite acquise en 2013 par le musée du Louvre[10].
- L'Éternité, bas-relief en pierre tendre dans l'église Saint-Jacques-sur-Coudenberg, décorant le monument funéraire en marbre noir et blanc du dessinateur M.F.Jacobs († 1812), surmonté d'un excellent médaillon du défunt ; auprès du médaillon, un sablier et une torche renversée[23]
- Buste d'Angélique d'Hannetaire, Musée de la ville de Bruxelles
- Buste en bronze, autoportrait, réalisé en 1822, Musées royaux des beaux-arts, Bruxelles
- Buste engainé en terre cuite de Priape, 1788, 45cm, Musées royaux des beaux-arts, Bruxelles
- Les musées royaux des beaux-arts de Bruxelles abritent les œuvres provenant du parc de Wespelaar et sculptées dans la pierre de France : ce sont les bustes de Carl von Linné, Christoph-Martin Wieland, Cicéron, Démosthène, Voltaire, Frédéric II roi de Prusse, Friedrich Schiller, George Washington, Buffon, Guillaume le Taciturne, Henri IV roi de France, Johan van Oldenbarnevelt, John Milton, Homère, Horace, Bossuet, Jean de la Bruyère, Jean de la Fontaine, Jean Racine, Jean-Baptiste Molière, Jean-Jacques Rousseau, Lamoral comte d'Egmont, Le Tasse, Marc-Aurèle, Montaigne, Napoléon Bonaparte, Nicolas Boileau, Pierre Bayle, Pierre Corneille, Platon, Plutarque, Pythagore, Sénèque, Socrate et Virgile ; les statues de Vulcain, Hercule, Hermaphrodite, "L'Amour et Psyché" ; les groupes "Le Temps instruisant la jeunesse", "Pan poursuivant Syrinx" et "Bélisaire et son guide".

## Famille et legs Godecharle
Godecharle s'est marié le 7 octobre 1807, il ne faisait que régulariser une situation établie depuis de nombreuses années. Sa femme Jeanne-Catherine Offhuys, née à Bruxelles le 10 août 1776, était la fille d'un poissonnier. L'acte de mariage contient une déclaration par laquelle les nouveaux époux reconnaissent pour leurs enfants légitimes 
- Louis Offhuys, fils de Jeanne, né à Bruxelles le 1er nivose an VI (21 décembre 1797), adopté le 24 messidor an X (13 juillet 1802) par ledit Godecharle
- Napoléon-Jean-Théodore-Narcisse-Démosthène-Théophile-Horace-Pline-Aimé Godecharle, né à Bruxelles le 28 germinal an XI (18 avril 1803)
- Godecharle et sa femme ont eu un troisième fils, Gustave, né après leur mariage. Quand Gustave déclare le décès de son père, il est âgé de 23 ans et écrivain de profession.

Napoléon Godecharle, dernier fils survivant, meurt célibataire en 1875, léguant au Musée de Bruxelles le portrait de son père par Verhulst, la statue de La Frileuse d'après Houdon, le portrait en buste de sa mère, un Priape en terre cuite, un petit buste en bronze représentant Godecharle lui-même. Il institue l'État belge son légataire universel, à charge de fonder des bourses destinées à des artistes statuaires, peintres d'histoire et architectes. Il fait un don de 25 000 francs à la ville de Bruxelles, à charge pour elle d'ériger un monument en mémoire de son père.